# Svjetionik Poluotok Sv. Petar
Svjetionik Poluotok Sv. Petar je svjetionik na poluotoku Sv. Petar, na ulazu u luku Makarska.
Svjetionik je podignut 1873. na poluotoku sv. Petar, na lokalitetu koji je još u antičko doba imao značajnu ulogu u kontroli plovidbe na srednjem Jadranu. Kamena prizemnica kvadratičnog tlocrta zakrovljena je četverostrešnim krovom, a u središtu je izgrađena niska kula s lanternom što je čest primjer u tipologiji jednostavnih svjetionika na Jadranu.

## Zaštita
Pod oznakom Z-5082 zavedena je kao nepokretno kulturno dobro – pojedinačno, pravna statusa zaštićena kulturnog dobra, klasificirano kao "profana graditeljska baština".

## Vanjske poveznice
|  | Zajednički poslužitelj ima još gradiva o temi Svjetionik Poluotok Sv. Petar |